# مارسيو أليماو
مارسيو أليماو (بالبرتغالية: Márcio Alemão‏) هو لاعب كرة قدم برازيلي في مركز الدفاع، ولد في 21 يناير 1981 في Flórida Paulista ‏ في البرازيل. لعب مع إستريلا دا أمادورا ونادي إيتوانو ونادي بالميراس ونادي تريزه ونادي جوفنتودي ونادي سايبا ونادي غواراني ونادي كريسيوما ونادي نفط طهران.